# Fortificazioni di Messina
Le fortificazioni di Messina erano una serie di mura difensive e altre fortificazioni che circondavano la città di Messina. Le prime mura furono costruite a partire dall' XI secolo, furono successivamente ampliate nel XVI e XVII secolo. La maggior parte delle mura furono demolite nel XIX e XX secolo, ma alcune parti delle mura sopravvivono ancora oggi.

## Storia

### Mura medievale
Le prime mura intorno a Messina furono costruite a partire dal 1081.

### Fortificazioni bastionate
Nel 1535 l'imperatore Carlo V (che era anche re di Sicilia) ordinò il rafforzamento delle fortificazioni di Messina, per cui  un nuovo sistema difensivo di fortificazioni bastionate fu realizzato tra il 1536 e il 1538 su progetto degli ingegneri militari Antonio Ferramolino e Francesco Maurolico. Negli anni '40 dello stesso secolo furono costruiti alcuni forti per rafforzare le mura:

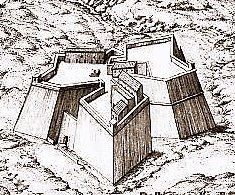

- Forte Gonzaga, per controllare le montagne ad ovest della città[2]
- Forte Castellaccio, per controllare la collina centrale della città[3]
- Forte del Santissimo Salvatore, per controllare l'ingresso al porto[4]

Negli anni '80 del Seicento fu costruita la Real Cittadella, destinata sia alla difesa costiera che a costituire un forte presidio in città per evitare la rivolta della popolazione.
La città di Messina e le sue fortificazioni passarono di mano più volte nella prima metà del XVIII secolo, durante la Guerra della Quadruplice Alleanza e la Guerra di successione polacca.
Durante la rivoluzione siciliana del 1848, i ribelli riuscirono a prendere possesso della maggior parte delle fortificazioni, ad eccezione della Real Cittadella e del Forte del Santissimo Salvatore, dalle quali i difensori bombardarono la città finché, nel 1849, la rivoluzione non fu soppressa.

### Demolizioni e storia recente
Le fortificazioni rimasero in uso fino al 1850, quando il governo borbonico del Regno delle Due Sicilie iniziò lo smantellamento di alcune delle mura, comprese le porte principali della città. La Real Cittadella e alcuni altri forti rimasero in uso, in particolare durante la spedizione dei Mille di Garibaldi nel 1860-61, quando capitolarono alle forze piemontesi dopo un assedio.
Dopo il terremoto del 1908, alcune parti del Forte del Santissimo Salvatore e la maggior parte della Real Cittadella furono demolite negli anni '20.

### Forti Umbertini
Sul finire del XIX secolo furono realizzate diverse strutture difensive costiere, tra cui forti, fortezze e batterie. Si tratta di un insieme di opere fortificate costruite nell'area dello Stretto di Messina, generalmente conosciute con il nome di Forti Umbertini